# Шентруперт
Шентруперт (словен. Šentrupert) је насеље и управно средиште истоимене општине Шентруперт, која припада Југоисточнословеначкој регији у Републици Словенији.
По попису становништва из 2011. године насеље Шентруперт имало је 329 становника.